# Gohitafla
Gohitafla är en underprefektur i Elfenbenskusten. Den ligger i departementet med samma namn, i den centrala delen av landet, 110 km nordväst om huvudstaden Yamoussoukro.